# هداهد الغابات
هداهد الغابات أو هداهد الغياض (الاسم العلمي: Phoeniculidae)، هي فصيلة من الطيور تتبع رتبة قرنيات المنقار. تستوطن هذه الفصيلة في جنوب الصحراء الكبرى في أفريقيا. وهو طائر من أصل أفريقي وينتشر في الأدغال ذات العشب وفي الغابات الكثيفة. يضم جنسان و8 أنواع. وتكون أنثى أنواع هذه الفصيلة أصغر من الذكر. وهي طيور مُتوسطة الحجم (بين 23 إلى 46 سم). ولون الريش يكون غالباً إما أزرق أو أخضر أو أرجواني.